# امیرالمؤمنین (امیدیه)
امیرالمؤمنین، روستایی از توابع بخش مرکزی شهرستان امیدیه در استان خوزستان است.

## جمعیت
این روستا در دهستان آسیاب قرار دارد و براساس سرشماری مرکز آمار ایران در سال ۱۳۸۵، جمعیت آن ۸۳۱ نفر (۱۶۳خانوار) بوده‌است.